# Karim Touati
Pour les articles homonymes, voir Touati.
Karim Touati (arabe : كريم التواتي), né le 20 mars 1985, est un footballeur tunisien évoluant au poste de défenseur.

## Carrière
- juillet 2004-juillet 2007 : Club athlétique bizertin (Tunisie)
- juillet 2007-janvier 2008 : Espérance sportive de Tunis (Tunisie)
- janvier 2008-décembre 2009 : Club athlétique bizertin (Tunisie)
- décembre 2009-janvier 2010 : El Gawafel sportives de Gafsa (Tunisie)